# Strefa Aouzou

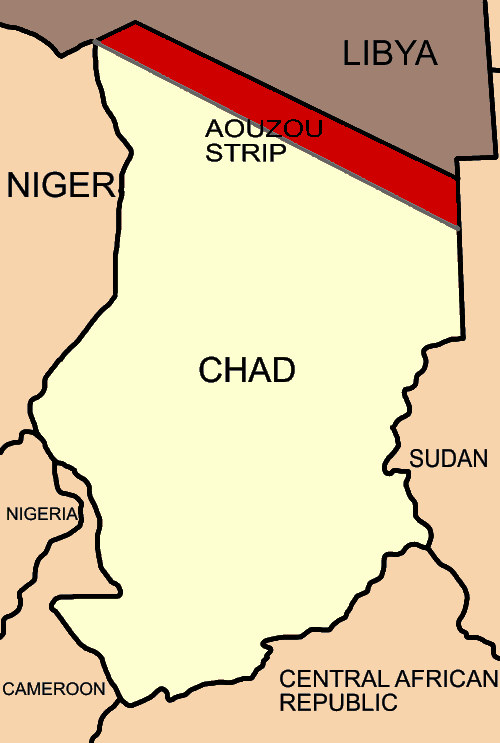
Strefa Aozou

Strefa Aouzou − północna część Czadu (regiony: Borku, Ennedi, Tibesti), pas terenu o szerokości około 100 km, położony przy granicy z Libią. Terytorium sporne między Czadem a Libią.
Strefa Aouzou stanowiła część terytorium Czadu zgodnie z postanowieniami traktatu granicznego z 1955 roku między Francją a Libią. Traktat ten opierał się na brytyjsko-francuskim porozumieniu o „strefach wpływu” w Afryce. Natomiast Libia, powołując się na nieratyfikowany traktat z 1935 roku między Francją a Włochami, żądała przekazania kontroli nad Aouzou. Spór o przynależność tego obszaru doprowadził do wybuchu konfliktu zbrojnego, którego głównym celem było jednak zdobycie kontroli nad złożami mineralnymi na tym obszarze, zwłaszcza cennymi rudami uranu.
W 1973 roku do strefy wkroczyły wojska libijskie, które w 1976 roku dokonały ostatecznej aneksji terytorium. Siłom czadyjskim udało się odzyskać kontrolę nad spornym terytorium dopiero w 1987 roku (wojna toyot). W latach 1987 i 1988 obowiązywało podpisane przez obie strony zawieszenie broni, a w kolejnych latach prowadzone były kolejne, nieudane czadyjsko-libijskie negocjacje. Ostatecznie sprawa strefy Aouzou trafiła do Międzynarodowego Trybunału Sprawiedliwości, który przyznał słuszność roszczeniom Czadu. Decyzja ta zakończyła okupację libijską w strefie Aouzou.